# إثيل بارينجر
إثيل بارينجر (بالإنجليزية: Ethel Barringer)‏ هي فنانة أسترالية، ولدت في 24 يوليو 1883، وتوفيت في 30 مايو 1925.